# Луций Корнелий Долабела
Луций Корнелий Долабела (на латински: Lucius Cornelius Dolabella) e римски политик, военен и сенатор.
Произлиза от клон Долабела на фамилията Корнелии. През 100 пр.н.е. той е претор. След това през 99 и 98 пр.н.е. е пропретор в Испания. Тук се бие успешно с лузитаните и получава затова триумф.